# Spähkreuzer
Trots sitt namn, Spähkreuzer – Spaningskryssare – var dessa skepp i grund och botten stora jagare som var kapabla för operationer ute på Atlanten. Fartygen var baserade på traditionella jagardesigner. Ett flertal projekt påbörjades 1938 för att utveckla en stor jagare med samma storlek som en lätt kryssare. Liksom de flesta tyska lätta kryssare planerades dessa att få ett blandat drivsystem, växlade turbiner för höga hastigheter och dieselmotorer för långkryssningar.
Det planerades att dessa fartyg skulle användas i kombinationer tillsammans med de nya slagskeppen från Plan Z i Nordatlanten. Spähkreuzers skulle fungera som en större flottas ögon.
Med de lärdomar som man dragit av de första sjösammandrabbningarna i andra världskriget modifierades planerna för Spähkreuzer flera gånger. Efter "Spähkreuzer 38" kom bland annat "Spähkreuzer 39" och "Spähkreuzer 40", vilka hade en utökad räckvidd, bepansring och ett amfibieplan ombord.
De första tre fartygen (SP1, SP2 och SP3, tidigare namngivna som Z40, Z41, Z42) beställdes i februari 1941 från Germaniavarvet i Kiel. I december 1941, beställdes motorerna till de följande tre fartygen (SP4, SP5, SP6) men beställningen på fartygen uteblev.
Endast SP1 påbörjades, men dess konstruktionsplaner förstördes under en flygräd. I april 1942 stoppades allt byggande på Spähkreuzer och man skiftade fokus till konstruktion av normala jagare.

## Fartyg av klassen
- SP1 (före detta Z40)
- SP2 (före detta Z41)
- SP3 (före detta Z42)
- SP4
- SP5
- SP6